# شركة قطر للموارد الأولية
شركة قطر للمواد الأولية (QPMC) ، هي شركة قطرية متخصصة في إنشاء وتطوير مصادر المواد الخام ، وتركز على كفاءة عمليات مناولة المواد ، وتوفر احتياطيًا استراتيجيًا من المواد الأولية. شهدت الشركة بعض الجدل ، خاصة فيما يتعلق بقيادتها وتأثيرها البيئي والحوادث المتعلقة بالعمل. 

## خلفية
تأسست الشركة في عام 2006 بتعليمات من حكومة قطر بموجب مرسوم أميري لتوفير خدمة ميناء فعالة في أرصفة الجابرو ، بالإضافة إلى تطويرها لزيادة قدرتها وقدرتها على إدارة كميات أكبر من المواد الخام المستوردة لتسهيل التجارة .  
بالإضافة إلى ذلك ، أرادت الحكومة القطرية ضمان إمدادات السوق المحلية من مواد البناء ، وتوفير احتياطيات متسقة من المواد الأولية ، وتحقيق الاستقرار في أسعارها (باستخدام طريقة «الوارد أولاً يخرج أولاً» (FIFO) ) ، وتأمين المخزون الاستراتيجي للبلاد ، وتسهيل مشاركة الحكومة في تسهيل عمليات التنشيط والبناء لتشجيع ودعم الظروف الميسورة للقطاع الخاص للازدهار والقدرة على المنافسة في المنطقة.   